# Cassandra Steen
Cassandra Steen, née le 9 février 1980 à Ostfildern (Bade-Wurtemberg, Allemagne), est une chanteuse germano-américaine.
Elle a fait partie du groupe de soul Glashaus.

## Discographie

### Albums solo
- Seele mit Herz (2003)
- Darum leben wir (2009)
- Mir so nah (2011)
- Spiegelbild (2014)